# Уилл (округ)
Уилл (англ. Will County) — округ в штате Иллинойс, США. Официально образован в 1836 году. По состоянию на 2010 год, численность населения составляла 677 560 человек.

## География
По данным Бюро переписи США, общая площадь округа равняется 2 198,912 км2, из которых 2 167,832 км2 — суша, и 12,000 км2, или 1,500 % — это водоёмы.

## Население
По данным переписи населения 2000 года в округе проживает 502 266 жителей в составе 167 542 домашних хозяйств и 131 017 семей. Плотность населения составляет 232,00 человека на км2. На территории округа насчитывается 175 524 жилых строений, при плотности застройки около 81,00-го строений на км2. Расовый состав населения: белые — 81,83 %, афроамериканцы — 10,45 %, коренные американцы (индейцы) — 0,21 %, азиаты — 2,21 %, гавайцы — 0,03 %, представители других рас — 3,63 %, представители двух или более рас — 1,63 %. Испаноязычные составляли 8,71 % населения независимо от расы.
В составе 42,70 % из общего числа домашних хозяйств проживают дети в возрасте до 18 лет, 64,80 % домашних хозяйств представляют собой супружеские пары, проживающие вместе, 9,60 % домашних хозяйств представляют собой одиноких женщин без супруга, 21,80 % домашних хозяйств не имеют отношения к семьям, 17,80 % домашних хозяйств состоят из одного человека, 6,00 % домашних хозяйств состоят из престарелых (65 лет и старше), проживающих в одиночестве. Средний размер домашнего хозяйства составляет 2,94 человека, и средний размер семьи — 3,36 человека.
Возрастной состав округа: 30,00 % — моложе 18 лет, 8,10 % — от 18 до 24, 32,90 % — от 25 до 44, 20,60 % — от 45 до 64, и 20,60 % — от 65 и старше. Средний возраст жителя округа — 33 года. На каждые 100 женщин приходится 99,80 мужчин. На каждые 100 женщин старше 18 лет приходится 97,40 мужчин.
Средний доход на домохозяйство в округе составлял 62 238 USD, на семью — 69 608 USD. Среднестатистический заработок мужчины был 50 152 USD против 31 345 USD для женщины. Доход на душу населения составлял 24 613 USD. Около 3,40 % семей и 4,90 % общего населения находились ниже черты бедности, в том числе — 5,60 % молодежи (тех, кому ещё не исполнилось 18 лет) и 5,50 % тех, кому было уже больше 65 лет.